# Кювайка
Кювайка — река в России, протекает по Енисейскому району Красноярского края. Устье реки находится в 31 км от устья реки Малой Еловой по левому берегу. Длина реки составляет 25 км.
В 14 км от устья по правому берегу впадает река Мартемьяновская.

## Данные водного реестра
По данным государственного водного реестра России относится к Верхнеобскому бассейновому округу, водохозяйственный участок реки — Кеть, речной подбассейн реки — бассейн притоков (Верхней) Оби от Чулыма до Кети. Речной бассейн реки — (Верхняя) Обь до впадения Иртыша.
Код объекта в государственном водном реестре — 13010600112115200025524.

## Топографическая карта
- Лист карты O-45-XVII Айдара. Масштаб: 1 : 200 000. Указать дату выпуска/состояния местности.